# Cinema-teatro de Corrales
El cinema-teatro de Corrales, también conocido como Cinema Corrales, es un edificio situado en el municipio español de Aljaraque, en la provincia de Huelva, comunidad autónoma de Andalucía. Las instalaciones son de propiedad municipal y funcionan como una sala de cine y un teatro.

## Historia
A comienzos de la década 1920 la Tharsis Sulphur and Copper Company Limited levantó el poblado minero de Corrales con el fin de acoger a los trabajadores del núcleo industrial y ferroviario que se había articulado en la zona. Además de las viviendas, también levantaron una serie de edificaciones singulares dedicadas a fines administrativos o recreativos. Entre 1952 y 1953 la Compañía de Tharsis construyó un cine siguiendo un proyecto del arquitecto Gustavo Fernández Balbuena.
La Cinema Corrales sería inaugurada en febrero de 1953, manteniéndose en servicio hasta comienzos de la década de 1980. Entre 1998 y 2000 las instalaciones fueron sometidas a una restauración, siendo reabierto el cine en el año 2002.